# Friedrichstadt
Friedrichstadt (dolnoniem. Friesstadt, fryz. Fräärstää, duń. Frederiksstad, nid. Frederikstad aan de Eide) − miasto w Niemczech, w kraju związkowym Szlezwik-Holsztyn, w powiecie Nordfriesland.
Zostało założone przez księcia Szlezwika-Holsztynu-Gottorp Fryderyka III w 1621 r. W l. 1662-1663 dzięki staranim Stanisława Lubienieckiego w mieście osiedliła się grupka Braci Polskich w większości z Gdańska, którzy przyłączyli się do remonstranckiej parafii w mieście. Na skutek protestów luterańskiego duchowieństwa musili oni opuścić miasto pod koniec 1663 roku.

## Galeria

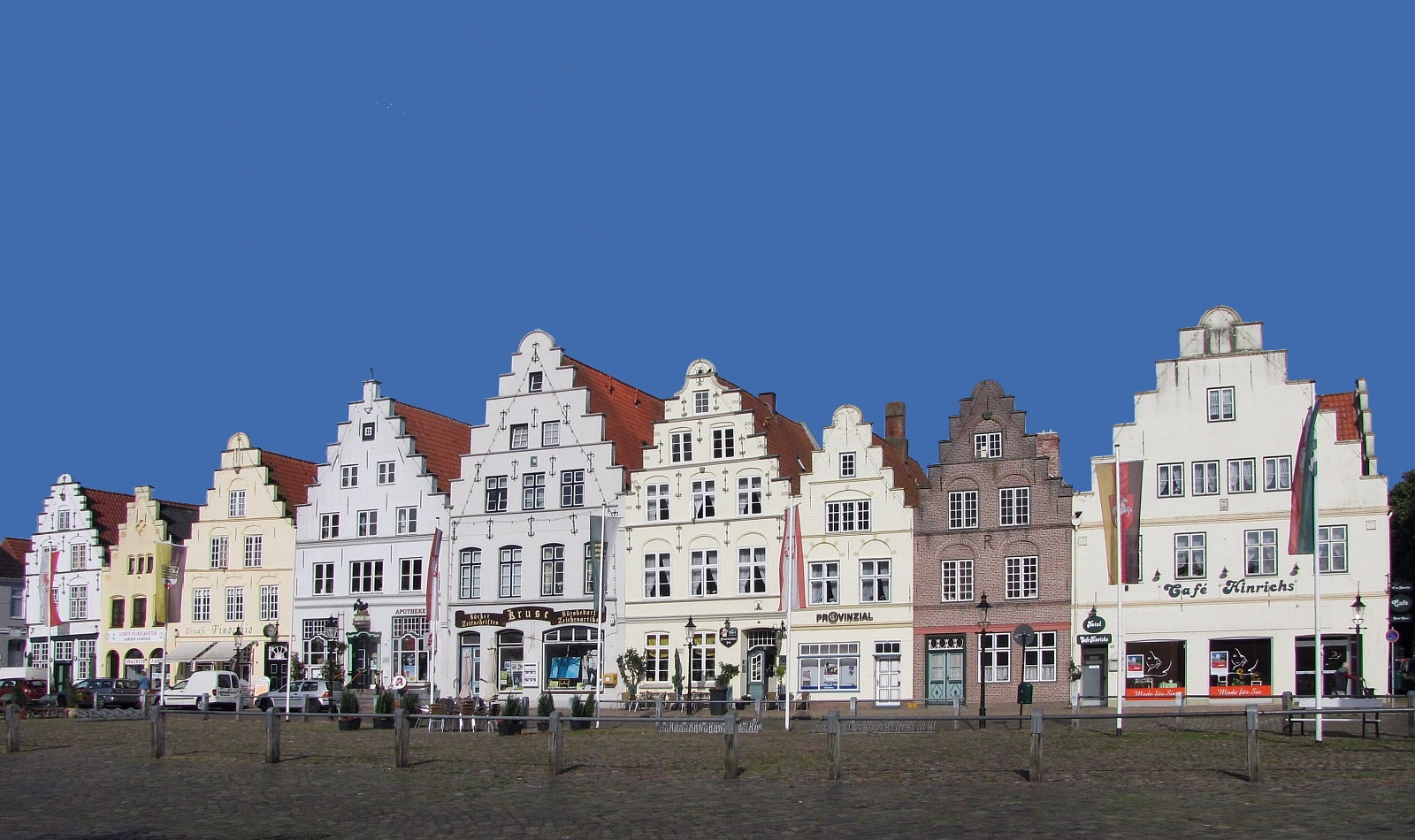
Ensemble 9 domów w stylu holenderskim